# Vendetta di mezzanotte
Vendetta di mezzanotte (Thy Neighbor's Wife) è un film thriller statunitense del 2001 diretto da Jim Wynorski.

## Trama
Ann Stewart intende vendicarsi dell'azienda che ha licenziato il marito costringendolo al suicidio. Dopo aver eliminato il presidente dell'azienda con la sua giovane moglie e Karina, una collaboratrice domestica straniera, si fa assumere, con il falso nome di Anna Johnson, come badante per la famiglia di Nicole Garrett, la donna che ha ricevuto l'incarico al posto del marito. Nicole è una donna diabetica con un marito avvocato che si dà all'alcol e con due figli, Darla e David. Ann cercherà di distruggere la famiglia sotto il profilo psicologico mettendoli uno contro l'altro e portandoli a comportamenti distruttivi con consigli mirati.

## Produzione
Il film fu prodotto da Phoenician Entertainment e diretto da Jim Wynorski, girato a Los Angeles in California a novembre 1999. Il titolo di lavorazione fu Midnight Vendetta, un titolo alternativo è Poison. Kari Wührer interpreta Ann Stewart, Barbara Crampton interpreta la sua vittima, Nicole Garrett.

## Distribuzione
Il film fu distribuito negli Stati Uniti nel 2001 dalla New City Releasing e dalla One Movie per l'home video nel 2006 in Italia.
Alcune delle uscite internazionali sono state:
- negli Stati Uniti il 18 settembre 2001 (Thy Neighbor's Wife, in anteprima)
- in Germania il 28 novembre 2002 (Midnight Vendetta - Rache um Mitternacht, in anteprima)
- in Francia il 19 agosto 2004 (Sex Attraction, in prima TV)
- in Argentina il 22 marzo 2008 (in prima TV)
- in Brasile (Vingança à Meia-Noite, TV via cavo)

## Promozione
Le tagline sono:
- "Evil comes in many forms." ("Il male si presenta in molte forme. ").
- "Her revenge has no boundaries." ("La sua vendetta non ha confini. ").